# 伊斯蒂里茨
伊斯蒂里茨（法語：Isturits，法語發音：[istyʁits]）是法国大西洋比利牛斯省的一个市镇，属于巴约讷区。

## 地理
伊斯蒂里茨（43°21'57"N, 1°12'18"W）面积13.6 平方千米，位于法国新阿基坦大区大西洋比利牛斯省，该省份为法国东南部省份，涵盖了贝阿恩与北巴斯克，西临大西洋比斯開灣，北至朗德省，东北接热尔省，东临上比利牛斯省，南与西班牙接壤。
与伊斯蒂里茨接壤的市镇（或旧市镇、城区）包括：阿耶尔、奥雷格、圣埃斯特邦、圣马丹达尔贝鲁。
伊斯蒂里茨的时区为UTC+01:00、UTC+02:00（夏令时）。

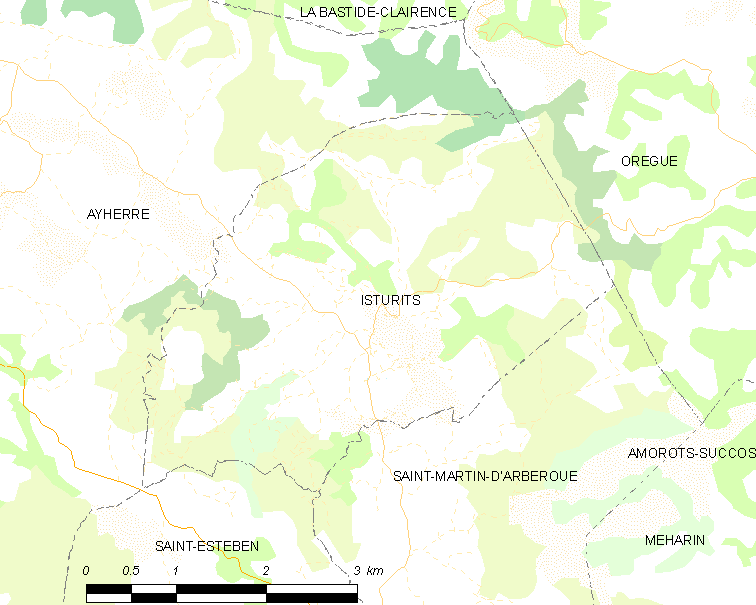
伊斯蒂里茨的OSM定位图

## 行政
伊斯蒂里茨的邮政编码为64240，INSEE市镇编码为64277。

## 政治
伊斯蒂里茨所属的省级选区为比达什地区-阿米库塞-奥斯蒂巴尔县。

## 人口

1962-2008年间伊斯蒂里茨人口变化图示

伊斯蒂里茨于2022年1月1日时的人口数量为533人。